# Zinsindex
Der Zinsindex (englisch interest rate index) ist im Finanzwesen eine betriebswirtschaftliche Kennzahl zur Wiedergabe der Marktentwicklung von bestimmten Referenzzinssätzen.

## Allgemeines
Gegenstand eines Indexes können allgemein in der Wirtschaft die unterschiedlichsten Bezugswerte sein wie etwa die Baukosten für den Baukostenindex oder die Erwartungen und Stimmungen von Managern im Hinblick auf die künftige Markt- oder Konjunkturentwicklung beim Geschäftsklimaindex. Speziell im Finanzwesen sind es etwa die Aktien beim Aktienindex, die Rentenpapiere beim Rentenindex oder die Umlaufrendite von Anleihen. Jede Zeitreihe, der ein bestimmter Zinssatz zugrunde liegt, ist als Zinsindex aufzufassen. Die Zinsindizes spielen neben Aktienindizes eine Rolle in der ex post-Erfolgskontrolle und werden für die Bewertung von Finanzinstrumenten herangezogen, indem der Barwert künftiger Zahlungsströme über das Discounted Cash-Flow-Verfahren berechnet wird.

## Arten
Die verschiedenen Marktzinsen wie EURIBOR oder LIBOR entstanden aus dem Bedürfnis vieler Finanzmarktteilnehmer nach einem Interbankenzinssatz, um sich gegen schwankende Refinanzierungskosten abzusichern. Diese beiden und noch weitere Referenzzinssätze wie EONIA oder Leitzinsen bilden eine Zeitreihe, aus denen für Zwecke der Indexberechnung ein Basisjahr gewählt und dieses mit „100“ normiert wird. Aktuelle Abweichungen eines Referenzzinses werden mit dem Basisjahr verglichen, woraus sich der Zinsindex ergibt. Deshalb bedeutet „101“, dass der aktuelle Referenzzins gegenüber dem Basisjahr gestiegen ist, bei „99“ ist er gesunken. 

## Rechtsfragen
Nach § 1 Abs. 11 Nr. 4 KWG gehören zu den Finanzinstrumenten unter anderen auch die in Abhängigkeit von Indizes stehenden Instrumente. Gemäß § 2 Abs. 3 Nr. 2 WpHG kann unter anderen auch der Zinsindex Gegenstand von Termingeschäften sein. Damit unterliegen Zinsindizes, wenn sie Bestandteil von Bankgeschäften sind, dem Bankenaufsichtsrecht.

## Wirtschaftliche Aspekte
Zinsindizes werden bei Zinsderivaten wie etwa Zinsswaps, Zinscaps oder Zinscollars als Basiswert zugrunde gelegt, so dass sich die Wertänderung des inneren Werts eines Finanzinstruments aus der Änderung des Zinsindexes ableitet. Zinsindizes bilden zudem die Grundlage bei Risikomanagement, Schuldenmanagement, Portfoliomanagement, Kreditratings, Buchhaltungspraktiken oder der Ermittlung des Zinsänderungsrisikos. Sie gelten als Benchmark im Vergleich zu abgeschlossenen Finanzkontrakten.